# Guust
Guust (Frans: Gaston) is een stripreeks rond stripfiguur Guust Flater (Frans: Gaston Lagaffe) die werd bedacht en getekend door André Franquin. Jidéhem was in de beginperiode coauteur. De strip bestaat sinds 28 februari 1957. In de strip doen deels dezelfde hoofdfiguren mee als in Robbedoes en Kwabbernoot, maar anders dan de voornoemde strip bevat Guust geen avontuurlijke elementen. In plaats daarvan is het puur een gagstrip zonder langere verhalen.
Guust ontstond in 1957 op verzoek van Yvan Delporte, die een figuurtje zocht als illustratie bij de rubrieken in het tijdschrift Spirou (vertaald als Robbedoes). Franquin werkte een personage uit, dat de naam kreeg van een onhandige kennis van Delporte, Gaston Mostraet. De illustraties mondden uiteindelijk uit in een stripreeks. Franquin had echter weinig tijd om zich over Guust te ontfermen en trok Jidéhem aan om de reeks mee te tekenen. Zo maakten ze de eerste gags van de reeks, bijna 500, tot gag 505 uit 1968. Guusts terugkerende uitspraken "m'enfin" ("nou moe" in het Nederlands) en "bof" komen van Jidéhem.
Toen Franquin uitgekeken raakte op Robbedoes en Kwabbernoot, begon hij zich meer op Guust toe te spitsen. Hij begon de personages zelf te tekenen en liet Jidéhem de decors doen. Jidéhem zelf had intussen met de reeks Sophie een eigen stripserie en had Franquin op een dag verteld weinig voeling te hebben met Guust. Uiteindelijk nam Franquin het hele werk over, waarbij Jidéhem af en toe nog insprong voor het tekenen van auto's. Nadat Franquin de reeks zelf voortzette, werd het oblongformaat gewijzigd naar een klassieke verticale pagina.

## Kenmerken

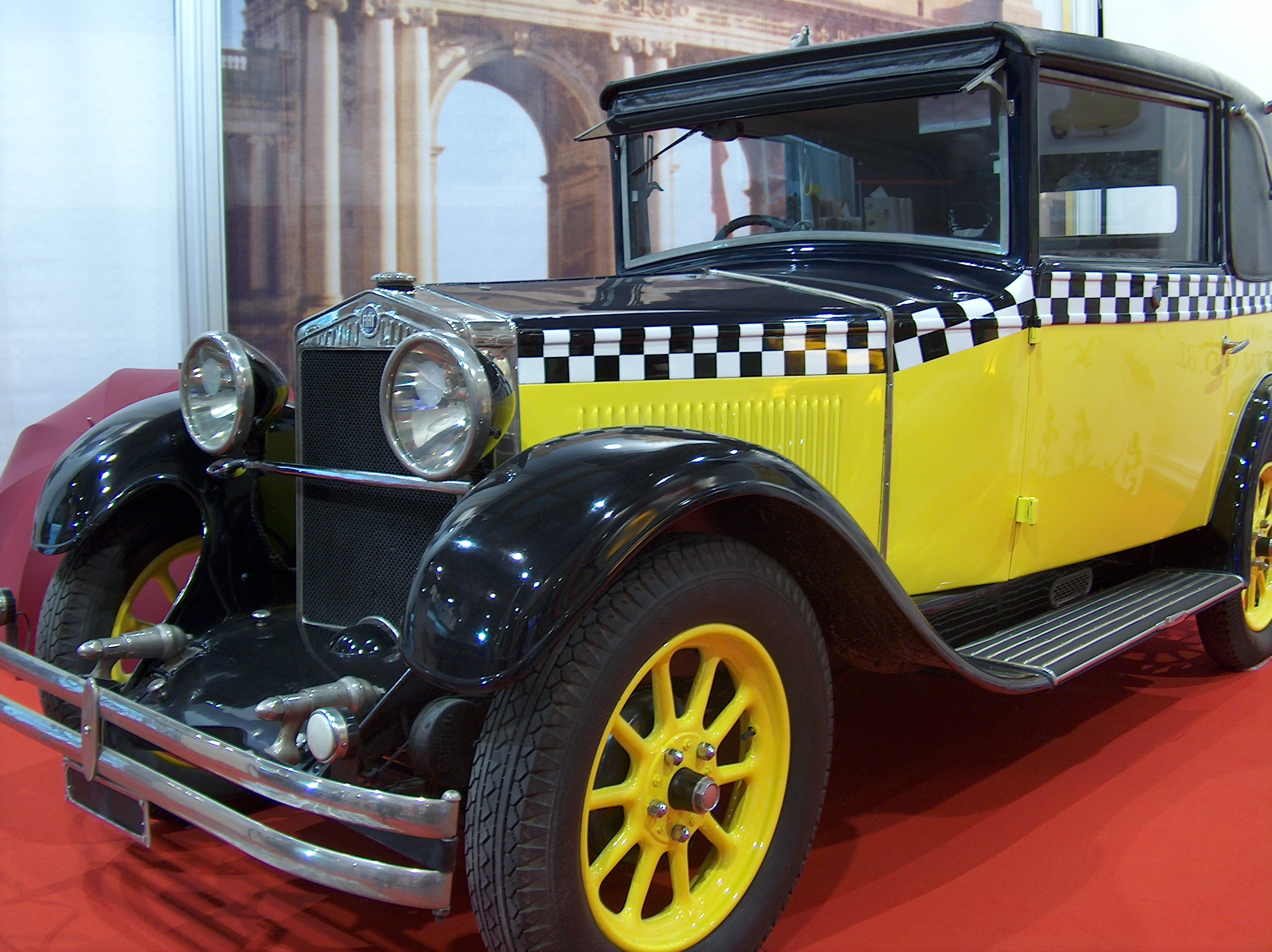
Een Fiat 509 in de kleuren van Guust

De strip speelt zich af op de redactie van het stripblad Robbedoes en Guust werkt daar als postsorteerder. Zijn werk neemt hij niet al te serieus; een groot deel van de dag slaapt hij en als hij toch wakker is, zet hij de boel op stelten met allerlei bizarre experimenten. Vaak leiden die tot een complete chaos, de redactie loopt onder water of een van zijn volstrekt onbetrouwbare uitvindingen explodeert. Guusts reactie hierop is doorgaans een laconiek: Nou moe?. (Originele uitroep in het Frans: M'enfin.)
Guusts baas (Kwabbernoot, later vervangen door Pruimpit) heeft heel wat met hem te stellen en probeert hem op alle mogelijke manieren aan het werk te krijgen. Ongewild weet Guust de contractbesprekingen tussen zijn bazen en Meneer Demesmaeker altijd te verstoren. Ook agent Vondelaar wordt vaak het slachtoffer van Guusts praktijken.
Enkele kenmerkende bezittingen van Guust zijn: zijn krakkemikkige auto (een Fiat 509) en de "Flaterfoon", een zelfgemaakt muziekinstrument dat verwoestende klanken voortbrengt. Uiteraard weet Kwabbernoot daar alles van; keer op keer heeft hij zonder succes geprobeerd om van dat onding af te komen. Andere terugkerende bezittingen zijn een rode bowlingbal en de Guust-mobiel, een stoel op wielen met trappers. Beide zorgen ook meerdere malen voor ongelukken.
Guust is muzikaal, of eigenlijk, hij zou het willen zijn. Behalve de Flaterfoon is Guust vaak ook met een gitaar, een tuba, een geblutste trombone en verschillende percussie-instrumenten te zien. Zijn muzikale ideeën en 'virtuositeit' drijven zijn collega's vaak tot waanzin.
De strip kreeg vanaf 1971 een extra kenmerk onderaan elke gag: Franquin speelde vanaf dan met zijn handtekening, waarvan hij telkens een komische variant maakte die paste bij de gag.

## Flaterfoon

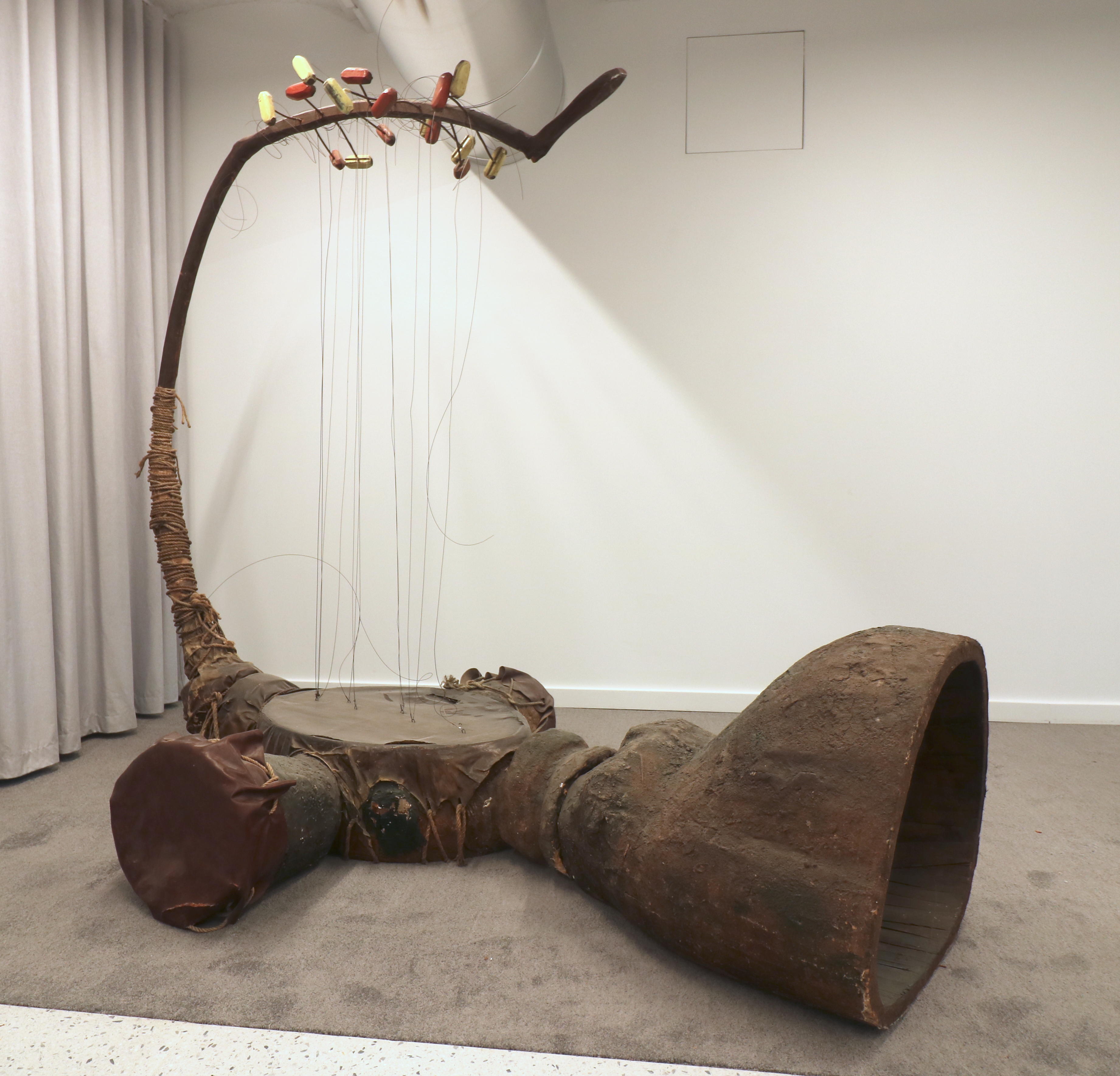
Flaterfoon in het Museum voor Schone Kunsten van Charleroi

De flaterfoon is een fictief muziekinstrument van Guust Flater. Het instrument in de strip bestaat uit een oude holle boomstronk, waarop een aantal snaren bevestigd zijn die een membraan in beweging brengen. Guusts eigen naam voor zijn instrument is grote harp, de naam flaterfoon is verzonnen door zijn collega's.
De flaterfoon veroorzaakt zoveel trillingen, dat hij niet bespeelbaar is zonder rampen in de nabije omgeving te veroorzaken.

## Personages

### Hoofdfiguren
- Guust (Frans: "Gaston") - De "held zonder werk" (héros sans emploi) is volledig onbekwaam als werknemer. Hij is lui, onhandig, gulzig, eigenwijs en doet vooral waar hij zelf zin in heeft. Zijn takenpakket is het sorteren van de post en het onderhouden van het archief. Zodoende is het archief een enorme puinhoop en ligt zijn kantoor vol stapels achterstallige post. Als Guust niet slaapt, houdt hij zich bezig met allerlei spelletjes en nutteloze activiteiten. Hij is ook geïnteresseerd in de wetenschap. Daarvan getuigen zijn scheikundige experimenten die vaak tot explosies leiden. Ook doet hij de vreemdste uitvindingen, waarvan de meeste goed werken, te goed eigenlijk, waardoor ze aan een rampzalig einde komen. Ondanks de terreur die hij op het kantoor aanricht, heeft Guust een hart van goud en is hij een grote dierenvriend. Guust heeft daardoor veel vrienden (die vaak erg op hem lijken). Juffrouw Jannie is verkikkerd op hem.
- Kwabbernoot (Frans: Fantasio) - was de eerste chef van Guust totdat Franquin stopte met het tekenen van Robbedoes. Later keerde hij even terug uit Rommelgem. Als chef van Guust werd hij opgevolgd door Pruimpit. In Flater slaat weer toe! keert hij weer even terug wanneer Pruimpit overspannen thuis zit door Guust.
- Krasser (Frans: Yves Lebrac) - De tekenaar van redactie Robbedoes; een jonge man van dezelfde generatie als Guust. Over het algemeen kan hij het redelijk met Guust vinden. Toch weet Guust hem vaak tot woede te drijven wanneer zijn tekenwerk weer wordt verknoeid. Vooral de Oost-Indische inkt zorgt regelmatig voor ongelukken. Krasser is een heethoofd en kan erg gestrest raken. Hij is verliefd op Solange de donkerharige secretaresse.
- Meneer Demesmaeker (Frans: Aimé Demesmaeker of De Mesmaeker) - De horkerige, rijke zakenman. Hij komt geregeld om contracten met de redactie af te sluiten, maar vrijwel altijd weigert hij op het laatste moment door Guusts toedoen zijn handtekening te zetten. Soms, als ze dan toch ondertekend raken, krijgt hij een onbeheersbare woedeaanval waarin hij de voor hem zo belangrijke documenten vernietigt of worden ze vernietigd door toedoen van Guust.
- Agent Vondelaar (Frans: Joseph Longtarin) - Een echte smeris. Hij springt bijna uit zijn vel van woede als hij een overtreding constateert en schrijft dan met sadistisch genoegen een bekeuring uit. Guust, die oorlog voert tegen parkeermeters, is daarin zijn vaste klant. Vondelaar houdt Guust goed in de gaten al moet hij dat vaak met verwondingen bekopen. Af en toe draait hij op voor overtredingen, die veroorzaakt zijn door Guusts gestuntel. Hij verscheen voor het eerst in een strip die op 22 maart 1962 werd gepubliceerd in Robbedoes.[7][8]
- Juffrouw Jannie (Frans: M'oiselle Jeanne) - Het vriendinnetje van Guust. Ze is een lieve jongedame met rood haar, een paardenstaart en een grote bril, die op het archief van Robbedoes werkt. In het begin heeft ze een wat sullige uitstraling, maar later zal ze wat sexier worden zonder. Jannie is naïef en stapeldol op "meneer Guust". Meestal ontsnapt ze heelhuids aan de bizarre ongelukken veroorzaakt door de onhandigheid van Guust. Ze woont nog bij haar moeder.[9]
- Joost-van-Smith-aan-de-overkant (Frans: Jules-de-chez-Smith-en-face) - vriend van Guust die 'werkt' (zoals Guust 'werkt') op het agentschap Smith Import-Export aan de overkant van de straat. Hij speelt vaak jokari en bespeelt een drumstel.
- Pruimpit (Frans: Léon Prunelle) - In de latere albums de chef van Guust. Pruimpit rookt een pijp, is vriendelijk en beschaafd, maar als hij kwaad wordt breekt de hel los. Ook schrikt hij er niet voor terug om Guust een koekje van eigen deeg te geven. Net als Kwabbernoot in de eerdere albums onderneemt ook Pruimpit wanhopige pogingen om Guust aan het werk te krijgen en de contracten met meneer Demesmaeker erdoor te krijgen, wat iedere keer weer jammerlijk mislukt. Naast diverse verwensingen aan het adres van Guust gebruikt hij vaak zijn bastaardvloek Grretverrdrrie! (Frans: Rogntudjuu).
- Meneer Van Gestel (Frans: Joseph Boulier) - De chef boekhouding die rapporteert aan meneer Dupuis. Hij is een stoffige en knorrige man die het liefst iedere cent zes keer omdraait. Guust is hem een doorn in het oog en wanneer hij een nieuwe maatregel invoert, is Guust de eerste die er de kwalijke gevolgen van zal ondervinden. In sommige albums heet hij meneer Cijfer. Hij verscheen voor het eerst in een strip die op 19 april 1962 werd gepubliceerd in Robbedoes.[bron?] Voor zijn uiterlijk greep Franquin terug naar dat van de buur van Ton en Tinneke, een andere strip die hij tekende.

### Nevenpersonages
- Knuvelder & Platanen (Frans: Ducran & Lapoigne) - De buren. Ze runnen een bedrijf dat bruggen bouwt. Guusts kantoor grenst aan het bedrijf van het tweetal en daardoor zijn ze ook weleens betrokken bij de rampen op de redactie. Eén keer in de serie wordt verteld dat de redactie geprobeerd heeft een reclamecontract los te krijgen, maar er zijn geen overeenkomsten getekend en later is er niets meer over gehoord.
- Meneer Dupuis - De allerhoogste baas. Hij is een onzichtbaar personage. Op tweemaal een voet en eenmaal een hand na,[10] wordt hij niet getoond. In het Robbedoes en Kwabbernoot-verhaal Hommeles in Rommelgem (1968) is zijn rechterbeen te zien.
- Bennie Blunder (Frans: Bertrand Labévue) - Vriend van Guust en Joost-van-Smith-aan-de-overkant. Daarnaast is hij Guusts neef. Hij lijdt aan sporadische minderwaardigheidscomplexen.
- Boer Krelis (Frans: Père Gustave) - Vriend van Guust die op het platteland woont. Krijgt af en toe uitvindingen van Guust, zoals vogelverschrikkers. Als voornaam wordt weleens Toon gegeven.
- Manus (Frans: Manu) - Kennis van Guust die bij elke ontmoeting een andere baan heeft.
- Robbedoes (Frans: Spirou)
- Juffrouw Sonja (Frans: Sonia). Een charmante medewerkster met lang donker haar, grote ogen, een rode jurk en een voor de jaren 60 modieuze bril. Ze komt vooral in de vroegere verhalen voor maar verdwijnt daarna uit beeld. In Flater slaat weer toe! maakt ze haar comeback.
- Bertje (Frans: Bertje Van Schrijfboek) - Vertaler Frans / Nederlands.
- Jef (Frans: Jef Van Schrijfboek) - Redacteur bij Robbedoes. Aanvankelijk wordt zijn naam enkel genoemd in een tekstverhaal en wordt nooit een directe link gelegd dat dit de roodharige collega van Guust is. Pas in Flater slaat weer toe! wordt dat bevestigd.
- Solange, een donkerharige secretaresse. Ze mag Guust wel en blijft gevrijwaard van alle ongelukken die hij veroorzaakt. Krasser heeft een oogje op haar. Haar naam blijft onbekend tot in Flater slaat weer toe!.
- Yvonne (stripfiguur) - Secretaresse bij Robbedoes.
- Ans Mooimans, de schoonmaakster (Frans: Mélanie Molaire) - Zij moet vaak de resten van Guusts puinhopen opruimen.
- Jan Netteman, de huismeester (Frans: Jules Soutier) - Een knorrige onsympathieke man.
- de tekenaar zonder naam - Is bevriend met Guust en komt regelmatig zijn tekeningen laten zien want hij ambieert een plek bij de redactie. Alleen heeft hij geen talent en worden zijn tekeningen steeds afgewezen. Toch blijft Guust hem aanmoedigen zijn droom waar te maken. Krijgt een grotere rol in Flater slaat weer toe!.
- de man van de koopjeswinkel - Koopt en verkoopt alles, maar vooral bijzonder koopjes waarin Guust geïnteresseerd is.
- de brandweermannen - zij moeten te pas en te onpas te hulp komen als een experiment van Guust uit de hand loopt. Dit komt zo vaak voor dat de mannen zodra ze een alarmmelding krijgen zonder verdere instructie regelrecht naar de redactie gaan.
- Tante Hortensia (Frans: tante Hortense) - De tante van Guust. Guust helpt haar met onder andere een vogelhuisje schilderen en hij bedenkt speciaal voor haar een miniatuurgrasmaaier. Guust neemt een cactus van haar over, die voor heel wat problemen zorgt op de redactie.
- Alfons Waterzat - De plaatselijke brandweercommandant die altijd komt opdraven om een en ander te blussen. Ook komt hij kijken of de redactie brandveilig is. Hij bestempelt het gasstel van Guust als verschrikkelijk brandgevaarlijk en houdt er om het te bewijzen een aansteker bij. "Let op, je zult een klein blauw vlammetje zien". Er volgt echter een krachtige ontploffing die Waterzat meerdere verwondingen bezorgt.
- bokser - Komt in meerdere gags voor. Door toedoen van Guust komt Kwabbernoot in de problemen met deze heetgebakerde rauwdouwer.

### De dieren van Guust
- Een kat genaamd Katje (Frans: Le chat) - de hyperactieve kat van Guust die gek is op spelen met een gum. Katje verscheen voor het eerst in een strip die op 30 april 1970 werd gepubliceerd in Robbedoes.[bron?]
- Een kokmeeuw genaamd Meeuwtje. Hij is in slechte buien een gevaar voor iedereen op de redactie.
- Een muis genaamd Cheese of Kaasie. Guust heeft hem leren zwemmen.
- Een goudvis met de naam Bobbeltje.
- Een egel, Prikkie.
- Een schildpad, Achilles.

## Albums

### Publicatiegeschiedenis

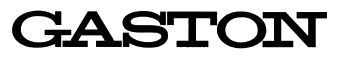
Logo van de reeks in het Frans

Guust werd bedacht als personage om tijdschrift Robbedoes/Spirou op te vrolijken. Al snel volgden ook gags, die uiteindelijk in albumvorm verschenen. Het eerste album van de antiheld, alleen in het Frans en onder de titel Gaston, verscheen in 1960 bij Dupuis. Het werd gedrukt met een slappe kaft en op restjes papier van 19,7 op 8,3 cm met op elke pagina één strook. Sommige handelaars gaven het boekje gratis aan hun klanten, omdat ze dachten dat het om een publiciteitsuitgave ging. Het heeft geen volgnummer en omdat er later een ander album het nummer 1 ging dragen, staat dit album los van de latere reeksen. Vermoedelijk werden slechts 350 exemplaren gedrukt. Het werd later nog opnieuw, hetzij beperkt, uitgegeven. In 1980 bracht Hans Matla ter ere van de tiende verjaardag van Stripantiquariaat Panda een Nederlandse versie uit. In 2017 bracht Dupuis zelf het nogmaals uit in het Nederlands en het Frans, respectievelijk op 444 en 1999 exemplaren.
Van Guust Flater zijn twee reeksen in grote oplage verschenen. De eerste staat bekend als 'de klassieke reeks"', die bij afsluiting ervan zestien albums bevatte, maar een complexe publicatiegeschiedenis kent. De latere reeks, een definitieve reeks, bestaat uit negentien albums.

#### Klassieke reeks
Deze oorspronkelijke reeks begon met het bundelen van de eerste gags van Guust, die een halve pagina besloegen. De vijf eerste albums van die reeks verschenen daarom in oblongformaat. Franquin stapte later over op een volledige pagina. De albumgrootte volgde: vanaf album 6 werd dat A4. Nadat de eerste vijf albums uitverkocht waren geraakt, is de inhoud ervan als R1 t/m R4 heruitgegeven in groot formaat. De inhoud van de vijf albums volstond slechts om drie albums te vullen. Het vierde album werd aangevuld met onuitgegeven gags en geïllustreerde tekstverhalen. Een vijfde album kwam er aanvankelijk niet. Dat er geen Guust-album 5 in groot formaat was, werd vervolgens een running gag op de achterzijde van de albums. Er bestaat een pirateneditie nummer 5 met zwart-wit-fotoreproducties van een aantal op dat moment nog onuitgegeven gags in oblong, maar ook die uitgave vulde het hiaat niet op; er bestond wel een oblong nummer 5, maar geen volformaat 5. Pas later toen gewerkt werd aan de definitieve uitgave van alle Flaterstrips is ook een R5-album samengesteld dat verscheen in 1986. In 1985 verscheen ook al een nummer 0, met daarin de gags uit het allereerste album van Guust, aangevuld met de eerste optredens van Guust in het tijdschrift Robbedoes, toen hij nog enkel als illustratiemateriaal werd gebruikt. Het laatste album in de reeks, nummer 15 (1996), bevat eveneens restmateriaal uit de beginjaren van Guust.
Onder de klassieke reeks wordt meestal de reeks verstaan van de albums op normaal formaat, zijnde 0, R1 tot en met R5 en 6 tot en met 15. Alle albums van deze reeks verschenen bij Dupuis, behalve nummer 15, dat door Marsu Productions werd uitgegeven. Sinds 1997 is de uitgifte van deze reeks stopgezet en in de handel stilaan verdrongen door de definitieve reeks.
Met gevoel voor zelfspot over de chaotische nummering in de klassieke reeks, kreeg een album ter ere van de 50ste verjaardag van de reeks in 2007 het nummer 50.

#### Definitieve reeks
De definitieve reeks maakte een einde aan de complexe nummering van de reeks, echter niet volledig aan de niet-chronologische volgorde van de gags en illustraties. De eerste achttien albums verschenen ter ere van Guusts 40ste verjaardag in 1997. De covers van de albums die dat jaar verschenen, vermelden deze verjaardag. Bij latere oplagen viel die vermelding weg. Album 19, met werk dat niet in de klassieke reeks verscheen, werd twee jaar later toegevoegd aan de reeks. Deze albums hebben geen titel, enkel een volgnummer. De cover bestaat uit steeds een andere afbeelding van Guust en een van de gags uit het album. Elk album heeft een andere kleur. De eerste zeventien albums verschenen bij Dupuis, de laatste twee bij Marsu Productions. In 2009 werden de eerste zeventien albums gerestyled; in 2015 volgden de twee albums van Marsu. De albums kregen bij deze herziening wel weer een titel en een volledige omslagplaat. Zowel voor de titels als omslagplaat werd grotendeels teruggegrepen naar de klassieke reeks. Album 18 is inhoudelijk identiek aan album 15 uit de klassieke reeks. Ondanks het groter aantal albums is de nieuwe reeks nauwelijks uitgebreider dan de klassieke, op album 19 na. Het aantal pagina's per album werd voor de nieuwe reeks naar het gebruikelijke 48 pagina's verlaagd, terwijl sommige albums uit de oudere reeks 54 tot 64 pagina's telden.
Sinds het verschijnen van deze reeks, is dit de reguliere Guust-serie in de handel.

#### Integrale edities
In de jaren tachtig verscheen bij uitgeverij Rombaldi een integrale reeks gebaseerd op de klassieke reeks. Die bevat daarnaast ook illustraties uit het tijdschrift Spirou/Robbedoes die de reguliere albums niet haalden. De reeks verscheen zowel in het Nederlands als in het Frans. In de jaren negentig bracht postorderbedrijf Lecturama een andere bundeling op de markt, gebaseerd op de klassieke reeks. Het aantal extra's daarin is beperkter. Aangezien er na publicatie van deze uitgaven nog gags verschenen, zoals in nummer 19, bevatten deze reeksen niet alle gags.
Tussen 2005 en 2015 bracht Marsu Productions alle afbeeldingen voor Robbedoes/Spirou van Guust (illustraties, covers, titelbanden, redactiestukken etc.) uit in de chronologische reeks L'intégrale - Version originale. De gags zijn waar dat mogelijk was reproducties van Franquins zwart-witte originelen. Er verschenen 16 albums. De reeks werd gedrukt op een groot formaat (300 op 430 mm) en kreeg een bijhorende prijs. Voor de Belgische Franstalige krant Le Soir bracht Marsu in 2011 een betaalbaardere 10-delige serie gebaseerd op deze luxueuze reeks uit. De reeks van de krant stopt echter in het jaar 1969.
In 2013 verscheen bij Dupuis een quasi-integrale editie onder de naam Tout Gaston. De editie bestaat uit een kartonnen box met daarin een 32 pagina's tellend begeleidend boekje en de gags van Guust in vier hardcoveralbums: een op een klein horizontaal formaat (210 op 85 mm) met de eerste strips, een tweede op een groter horizontaal formaat (240 op 164 mm) voor de strips op een halve pagina en twee verticale (240 op 320 mm) voor de gags op dat formaat. De gags staan er chronologisch in. Onbedoeld ontbreken er een aantal platen. Een addendum dat werd nagestuurd naar de kopers zette die fout recht en bevatte een aantal extra's. In de collectie zijn publiciteitsgags, covers, diverse illustraties en redactiestukken bewust niet opgenomen.
In 2015 bracht Hachette een Franse integrale reeks per postorder uit. De reeks bevat naast negentien Guustalbums ook twee albums met de reeks Zwartkijken. Elk album bevat een dossier van 16 pagina's.
Dupuis gaf in 2015 in het Frans een omnibuseditie van de volledige definitieve reeks uit, net als in 2017 2021. In 2024 werd een Nederlandse versie in de handel gebracht, nadat die eerst via weekblad Knack te verkrijgen was. In 2016 verscheen bij Humo een box met alle 19 albums in hardcover met een aangepaste cover (per album een andere pose van Guust) en in een kleiner formaat; de rest werd in 2017 in de reguliere verkoop aangeboden. In 2019 verscheen bij Dupuis als actie bij Het Laatste Nieuws en De Morgen een integrale editie met de volledige 19 delen in hardcover. De covertekeningen zijn hier die van de restyling van 2009-2015.
In 2017 werd door Dupuis in het Frans een box uitgebracht met 22 albums met daarin alle gags, een aantal extra's, per album een losse prent en de afleveringen van Heet van de redactie. Dat laatste was een geïllustreerde rubriek in Robbedoes met verhalen vanop de (fictieve) redactie van dat blad met Guust als hoofdrolspeler. In tegenstelling tot de vorige reeksen, is deze wel veeleer chronologisch. Striptekenaar Frédéric Jannin heeft de platen opnieuw ingescand en ingekleurd. De oplage is beperkt en iets luxueuzer: het formaat is iets groter en het papier van betere kwaliteit. In 2018 werden de albums ook in losse verkoop aangeboden. De albums werden sinds augustus 2017 vertaald naar het Nederlands, net als in het Frans in hardcover, maar ze verschenen niet als één box. Er kwamen in het Nederlands echter maar 21 albums. Het aanwezige materiaal is in het Nederlands anders gespreid. Inhoudelijk zijn er ook enkele kleine verschillen. Vanaf 2020 werd de reeks heruitgegeven in softcover, zij het dan zonder de losse prent.

### Reeks in oblong formaat
Deze reeks verscheen oorspronkelijk in de jaren zestig, maar werd later heruitgeven. In het Frans gaf Marsu Productions haar in 2006 opnieuw uit voor Le Soir. In 2013 gaf Dupuis de reeks opnieuw uit, ook in het Nederlands.
Alle albums in de reeks zijn van de hand van Franquin en Jidéhem.
| Nummer | Titel             | Originele titel             | Jaar |
| ------ | ----------------- | --------------------------- | ---- |
| 1      | Flagrante flaters | Gare aux gaffes             | 1966 |
| 2      | Flaterfeest       | Gala de gaffes              | 1963 |
| 3      | Flaters als water | Gaffes à gogo               | 1964 |
| 4      | Flaters te koop   | Gaffes en gros              | 1965 |
| 5      | Flappende Flaters | Les gaffes d'un gars gonflé | 1967 |

### Klassieke reeks
| Nummer | Titel                               | Originele titel                | Jaar |
| ------ | ----------------------------------- | ------------------------------ | ---- |
| 0      | Gadgets en gags                     | Gaffes et gadgets              | 1985 |
| R1     | Flaterfestijn                       | Gala des gaffes en gros        | 1970 |
| R2     | Daverende flaters te koop           | Le bureau des gaffes en gros   | 1972 |
| R3     | Flagrante flappende flaters         | Gare aux gaffes du gars gonflé | 1973 |
| R4     | Heet van de flater                  | En direct de la gaffe          | 1974 |
| R5     | Het zware verleden van Guust Flater | Le lourd passé de Lagaffe      | 1986 |
| 6      | Flaters schade                      | Des gaffes et des dégâts       | 1968 |
| 7      | Van flaters gesproken               | Un gaffeur sachant gaffer      | 1969 |
| 8      | Flaters van formaat                 | Lagaffe nous gâte              | 1970 |
| 9      | Het geval Flater                    | Le cas Lagaffe                 | 1971 |
| 10     | Die reuze Flater                    | Le géant de la gaffe           | 1972 |
| 11     | Flaters, floppen en flouzen         | Gaffes, bévues et boulettes    | 1973 |
| 12     | De flater-bende                     | Le gang des gaffeurs           | 1974 |
| 13     | Flater verdient een optater         | Lagaffe mérite des baffes      | 1979 |
| 14     | De flater-saga                      | La saga des gaffes             | 1982 |
| 15     | Van flaters tot kraters             | Gaffe à Lagaffe !              | 1996 |

### Definitieve reeks
| Nummer | Titel                        | Originele titel              | Jaar      | Jaar      |
| Nummer | Titel                        | Originele titel              | 1e editie | Restyling |
| ------ | ---------------------------- | ---------------------------- | --------- | --------- |
| 1      | Flaters archief              | Les archives de la gaffe     | 1997      | 2009      |
| 2      | Flaterfestijn                | Gaffes à gogo                | 1997      | 2009      |
| 3      | Flagrante flappende flaters  | Les gaffes d'un gars gonflé  | 1997      | 2009      |
| 4      | Heet van de flater           | Gala de gaffes               | 1997      | 2009      |
| 5      | Daverende flaters te koop    | Le bureau des gaffes en gros | 1997      | 2009      |
| 6      | Hoed je voor flaters         | Gare aux gaffes              | 1997      | 2009      |
| 7      | Flaters schade               | Des gaffes et des dégâts     | 1997      | 2009      |
| 8      | Flaters bij de vleet         | Rafales de gaffes            | 1997      | 2009      |
| 9      | Van flaters gesproken...     | Un gaffeur sachant gaffer    | 1997      | 2009      |
| 10     | Flaters van formaat          | Lagaffe nous gâte            | 1997      | 2009      |
| 11     | Welterusten, Flater          | Le repos du gaffeur          | 1997      | 2009      |
| 12     | Het geval Flater             | Le cas lagaffe               | 1997      | 2009      |
| 13     | Die reuze Flater             | Le géant de la gaffe         | 1997      | 2009      |
| 14     | Flaters, floppen en flouzen  | Gaffes, bévues et boulettes  | 1997      | 2009      |
| 15     | De Flaterbende               | Le gang des gaffeurs         | 1997      | 2009      |
| 16     | Flater verdient een optater  | Lagaffe mérite des baffes    | 1997      | 2009      |
| 17     | De Flatersaga                | La saga des gaffes           | 1997      | 2009      |
| 18     | Van flaters tot kraters      | Gaffes en pagaille           | 1997      | 2015      |
| 19     | Een Flater komt nooit alleen | Faites gaffe à Lagaffe       | 1999      | 2015      |

1. ↑  Alle Franse albums werden in 2009 heruitgegeven. De kolom gaat over de vertaling.

### Integrale reeks (2017-2018)

#### Nederlands
| Nummer | Titel                                    | Jaar | Jaar |
| Nummer | Titel                                    | HC   | SC   |
| ------ | ---------------------------------------- | ---- | ---- |
| 0      | Flaters archief                          | 2018 |      |
| 1      | Eerste flaters                           | 2017 | 2020 |
| 2      | Hoed je voor flaters                     | 2017 | 2020 |
| 3      | Heet van de flater                       | 2017 | 2020 |
| 4      | Daverende flaters te koop                | 2017 | 2020 |
| 5      | Flaterfestijn                            | 2017 | 2020 |
| 6      | Flappende flaters                        | 2017 | 2020 |
| 7      | Flaters schade                           | 2017 | 2020 |
| 8      | Flaters bij de vleet                     | 2017 | 2020 |
| 9      | Van flaters gesproken                    | 2018 | 2021 |
| 10     | Van flaters tot kraters                  | 2018 | 2021 |
| 11     | Flaters van formaat                      | 2018 | 2021 |
| 12     | Het geval Flater                         | 2018 | 2021 |
| 13     | Een flater kruipt waar hij niet gaan kan | 2018 | 2021 |
| 14     | Die reuze flater                         | 2018 | 2021 |
| 15     | Welterusten, Flater                      | 2018 | 2021 |
| 16     | Flaters, floppen en flouzen              | 2018 | 2021 |
| 17     | De Flaterbende                           | 2018 | 2021 |
| 18     | Flater verdient een optater              | 2018 | 2021 |
| 19     | De Flatersaga                            | 2018 | 2021 |
| 20     | Flater veert helemaal op                 | 2018 | 2021 |

#### Frans
| Nummer | Titel                        | Jaar |
| ------ | ---------------------------- | ---- |
| 0      | Les archives de la gaffe     | 2017 |
| 1      | Premieres gaffes             | 2017 |
| 2      | Gare aux gaffes              | 2017 |
| 3      | Gala de gaffes               | 2017 |
| 4      | Le bureau des gaffes en gros | 2017 |
| 5      | Gaffes à gogo                | 2017 |
| 6      | Les gaffes d'un gars gonflé  | 2017 |
| 7      | Des gaffes et des dégats     | 2017 |
| 8      | Rafales de gaffes            | 2017 |
| 9      | Un gaffeur sachant gaffer    | 2017 |
| 10     | Gaffes en pagaille           | 2017 |
| 11     | Lagaffe nous gâte            | 2017 |
| 12     | Le cas Lagaffe               | 2017 |
| 13     | Lagaffe se décoince          | 2017 |
| 14     | Le géant de la gaffe         | 2017 |
| 15     | Le repos du gaffeur          | 2017 |
| 16     | Gaffes, bévues et boulettes  | 2017 |
| 17     | Le gang des gaffeurs         | 2017 |
| 18     | Lagaffe mérite des baffes    | 2017 |
| 19     | La saga des gaffes           | 2017 |
| 20     | Lagaffe rebondit             | 2017 |
| 21     | Ultimes bévues               | 2017 |

### Andere uitgaven
- Guust en de Marsupilami
- Guust 50
- Guust in aktie!
- Best of
- Guust's dolste flaters
- Wat een stel GUUST en de PHILIPS batterijen
- Guust laadt zijn batterijen op
- Mijn vriend, de postbode
- Balade de gaffes (Frans)
- Fou du bus! (Frans)
- De Robinsons van het spoor
- Biografie van een kluns
- Het milieu volgens Flater
- De biodiversiteit volgens Flater
- Wapenstokken, fluitjes en 'n grote lolly!
- Flaters deuntjes
- Gas geven, Guust!
- Flaters liefde
- Het contract Flater
- Flaters verjaardag
- Flater kampioen!
- Flaters in de aanbieding
- Flaters als water (pocket)

In 2017 werd een verzamelbox uitgebracht met daarin acht 'best of'-albums in hardcover, zijnde Het milieu volgens Flater, De biodiversiteit volgens Flater, Wapenstokken, fluitjes en 'n grote lolly!, Flaters deuntjes, Flaters liefde, Het contract Flater, Gas geven, Guust! en Flaters verjaardag.

## Nieuwe reeks
Uitgeverij Dupuis wilde een nieuw album uitgeven, getekend en geschreven door de Canadese stripauteur Marc Delafontaine (Delaf), bekend van de reeks Mooie navels. Het zou zich situeren in de jaren 60 à 70. Delaf tekende eerder al een gag voor een hommagealbum uit 2016, waarvoor hij ook de covertekening maakte. Het album zou de naam Flater slaat weer toe krijgen. De bedoeling is dat er nog albums volgen. Het was evenwel lang niet zeker dat de reeks er zou komen, want Isabelle Franquin, dochter van André, verzet zich tegen de reeks, omdat haar vader meermaals duidelijk maakte dat hij niet wilde dat Guust werd voortgezet na zijn dood. Ze bezit echter niet de rechten op het personage. André Franquin verkocht die aan Marsu Productions, dat later in handen kwam van Dupuis. Isabelle Franquin stapte naar de rechtbank, waarna de voorziene verschijningsdatum, oktober 2022, verplaatst werd naar 2023. De voorpublicatie in Spirou, die één week bezig was, werd eveneens uitgesteld.
In mei 2023 volgde een uitspraak via een bemiddelingsprocedure. Dupuis kreeg bevestiging dat ze het recht heeft om Guust nieuw leven in te blazen, maar Isabelle Franquin heeft wel het recht om opmerkingen te maken over nieuw werk, conform een contract uit 2016. Dupuis heeft volgens de bemiddelaar dat contract hier niet gerespecteerd. De bemiddelaar verwees ook naar de dubbelzinnige verklaringen van André Franquin wat betreft zijn artistieke erfenis. Kort na de uitspraak maakte Dupuis zijn hernieuwde voornemen bekend om de reeks te herlanceren. In oktober 2023 verscheen het album Flater slaat weer toe! alsnog.

## Bijrollen inRobbedoes en Kwabbernoot
Guust heeft bijrollen in enkele Robbedoes en Kwabbernoot-verhalen:
- In De bezoeker uit de oertijd is hij in twee opeenvolgende plaatjes te zien als krantenlezende fietser die door zijn onoplettendheid niet alleen zijn brieven kwijtraakt, maar ook zijn voertuig in de prak rijdt.
- In Een rustige vakantie negeert Guust, met een gans achterop, een rood licht en wordt bijna aangereden door Robbedoes en Kwabbernoot. Als hij later wel wordt aangereden doet Guust melding van zijn nieuwe baan bij het weekblad.
- In Boeven op de kermis krijgt Guust een grotere rol en belandt hij in de gevangenis door met kidnappers om te gaan. Zijn vrijlating aan het eind van het verhaal wordt afkeurend opgemerkt door passanten.
- In Bravo Brothers speelt hij een prominente rol, samen met andere personages uit de Guust-reeks. Hoewel het in de reeks Robbedoes en Kwabbernoot verscheen, wordt het vaak (ook) opgevat als een verhaal van Guust.[38][39][40]
- In Hommeles in Rommelgem is hij op de beginpagina's te zien op de redactie van Robbedoes.
- In De Marsupilami is woest van Yoann en Vehlmann zijn enkele personages uit Guust te zien, waaronder op de achtergrond Guust Flater zelf.

## Spin-off: Gastoon
In 2011 startte een spin-off van de reeks: Gastoon. Deze reeks gaat over Guusts neefje (Gastoon), die in Guust zelf ook voorkomt, zij het zonder naam. Gastoon is niet even lui, maar wel even slim als Guust, en doet ook allerlei uitvindingen. Het maken van deze reeks zou nog een opdracht van Franquin zelf zijn geweest. Na twee albums werd de reeks stopgezet.

## Filmbewerking en televisiereeks
- In 1981 werd er een filmbewerking gemaakt van de Guust Flater-strips, genaamd Fais gaffe à la gaffe. Franquin had echter z'n twijfels en gaf alleen toestemming voor het gebruik van de grappen waardoor de namen van de personages moesten worden veranderd. De film werd dan ook geen succes.
- De Franse animatiestudio "Normaal Animation" maakte rond Guust Flater een serie van 78 afleveringen van telkens zeven minuten. In elke aflevering worden een aantal bestaande gags rond hetzelfde thema samengevoegd. De serie werd begin 2009 op France 3 uitgezonden.[45]
- In april 2018 kwam een avondvullende speelfilm met Guust uit. Producenten zijn UGC, TF1 en Belvision. De regie was in handen van Pierre François Martin-Laval. Mathias Gavarry was samen met hem scenarist. Théo Fernandez speelt Guust, Jérôme Commandeur Demesmaeker, Arnaud Ducret Vondelaar, Alison Wheeler juffrouw Jannie en Mathias Gavarry Pruimpit.[46]

## In het straatbeeld
- In 1999 werd er in de Franse stad Angoulême een stripmuur van Guust onthuld.[47]
- Op 28 augustus 2007, de vijftigste verjaardag van Guust, werd in de Brusselse Schildknaapstraat een stripmuur van Guust onthuld.[48]
- Op de hoek van de Pachecolaan en de Zandstraat - waar het Belgisch Stripcentrum zich bevindt - in Brussel stond sinds 1996 een standbeeld van Guust.[49] Het standbeeld werd geregeld gevandaliseerd. Begin 2019 werd het weggehaald om het te herstellen, maar het bleek onherstelbaar en verdween dus definitief.[50][51]
- Ook is een stripmuur van Guust in Louvain-la-Neuve.
- Ter ere van de 60ste verjaardag van Guust droeg Manneken Pis tijdens het Brusselse Stripfeest in 2017 een pakje van Guust Flater.[52]
- In Charleroi wordt op 17 september 2021 een standbeeld van Guust onthuld op de Place Verte.[53]

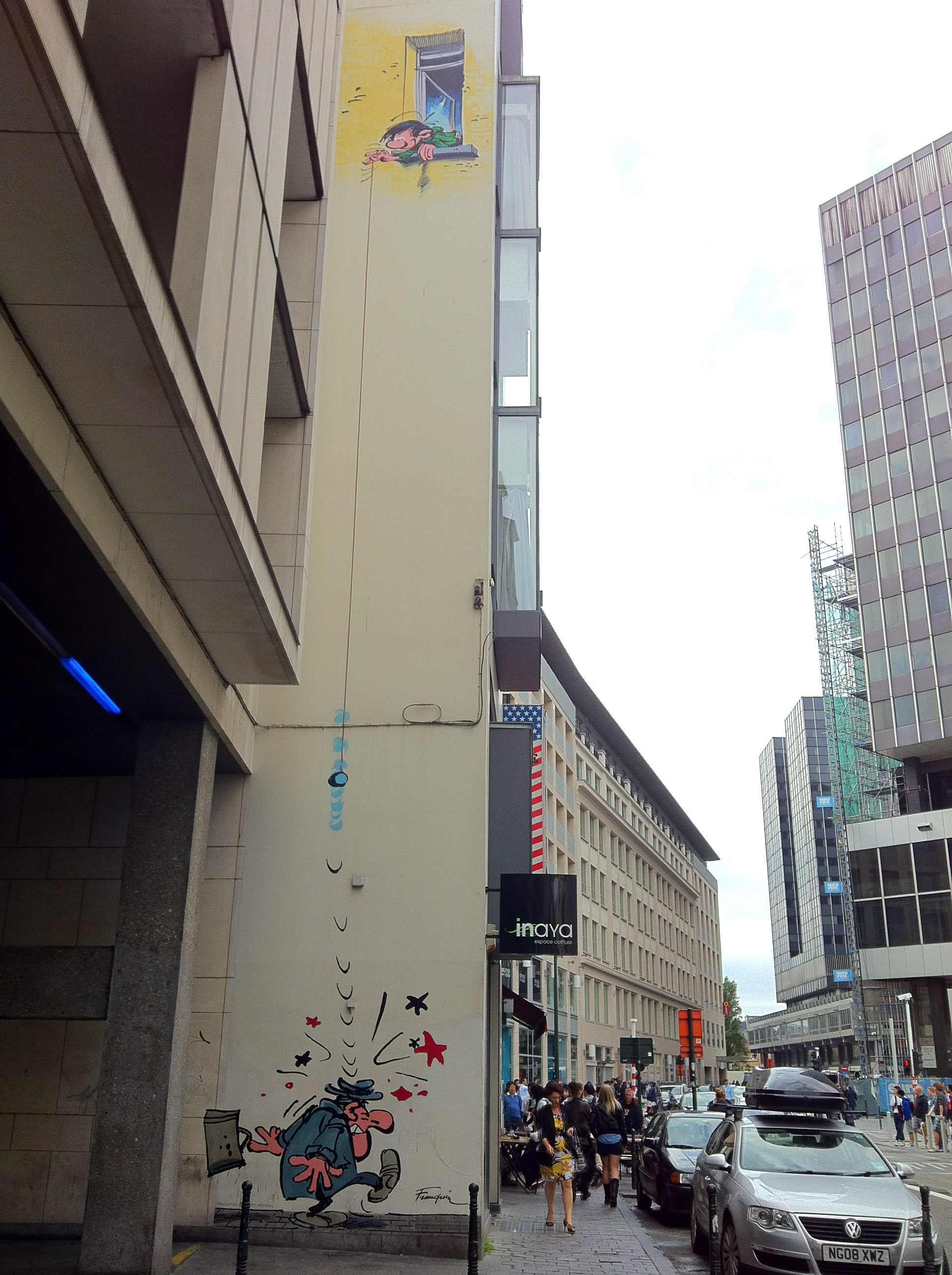
Stripmuur in Brussel (volledig)
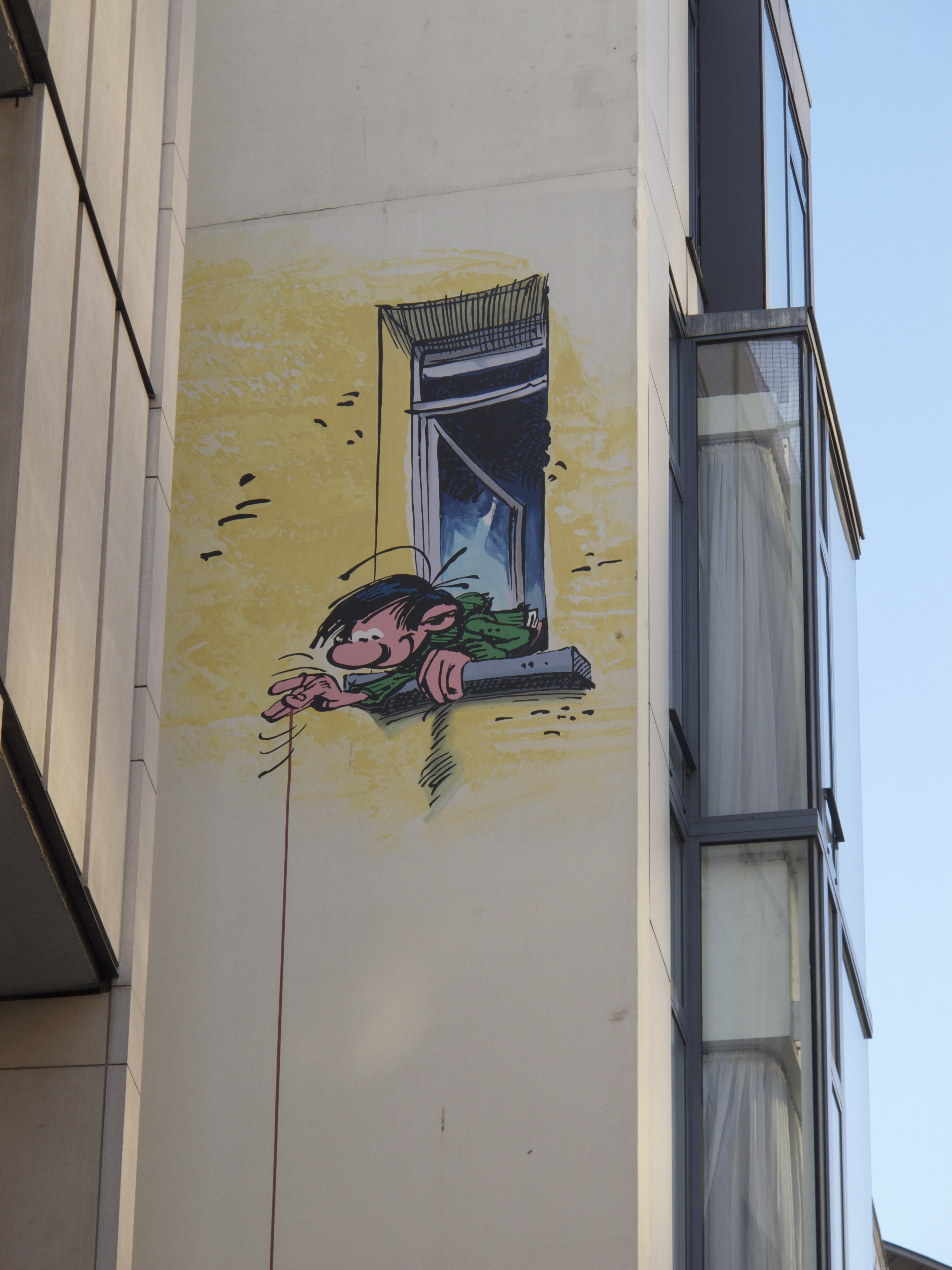
Zelfde stripmuur in Brussel (detail Guust)
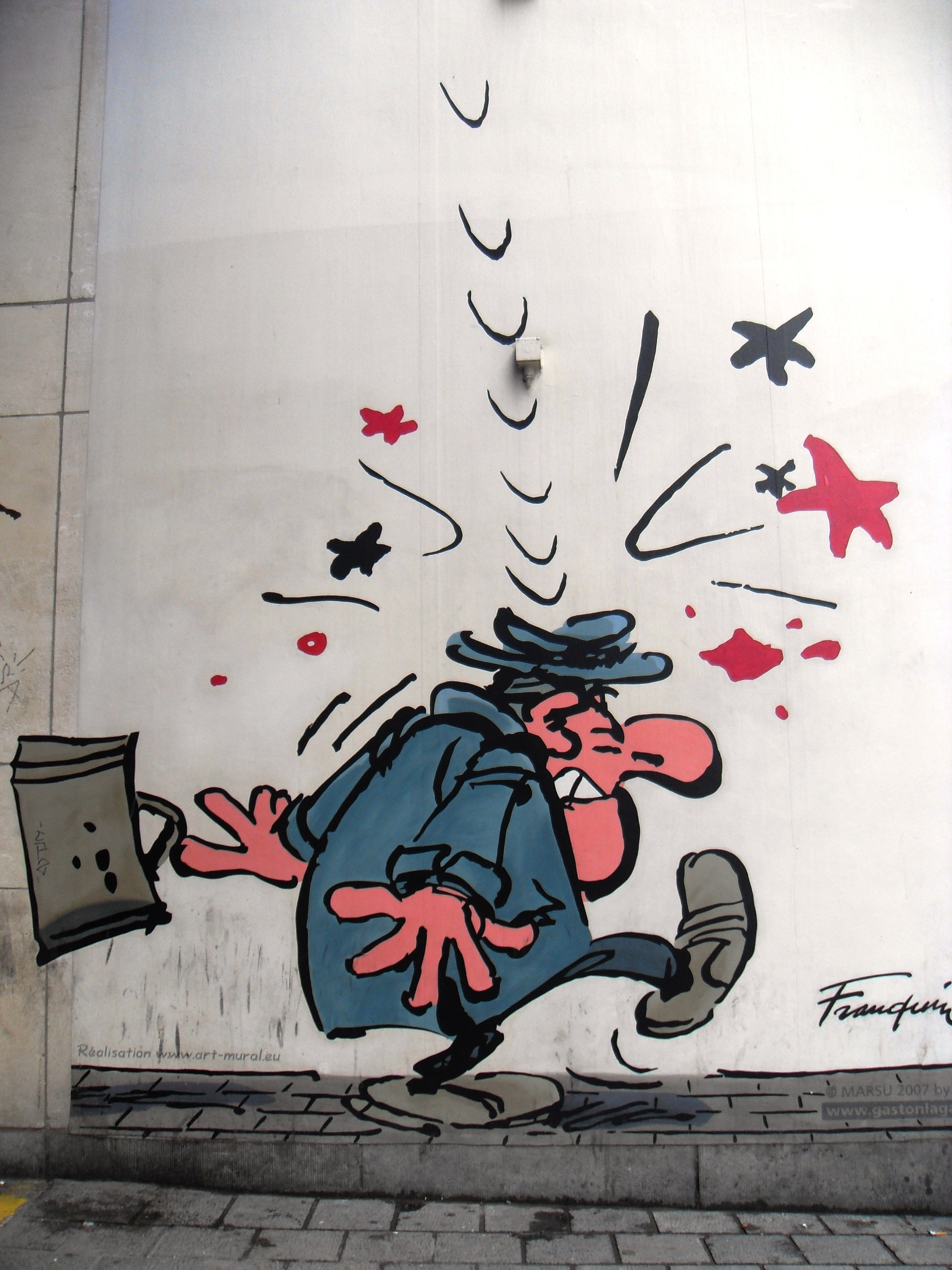
Zelfde stripmuur in Brussel
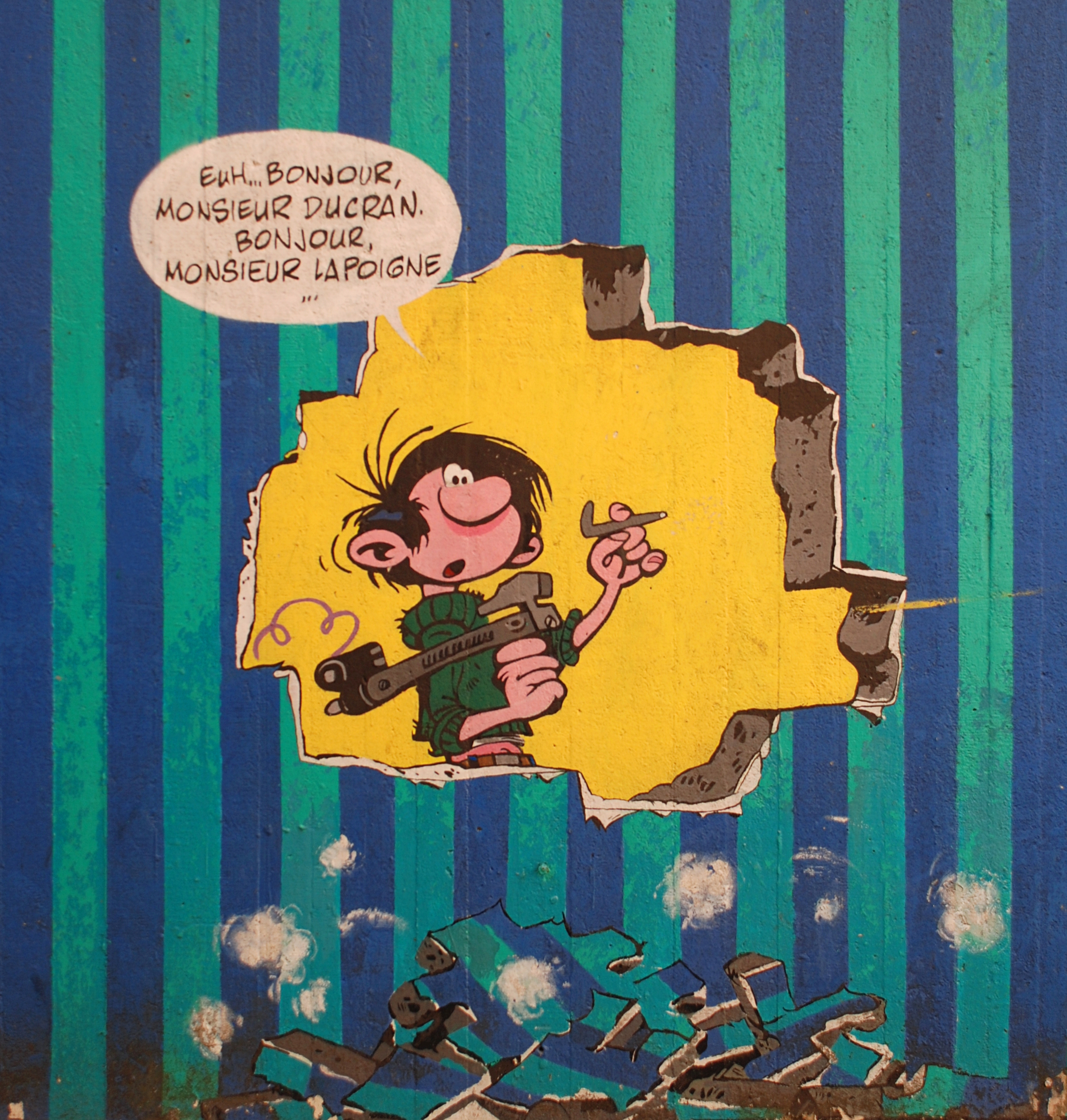
Stripmuur in Louvain-la-Neuve
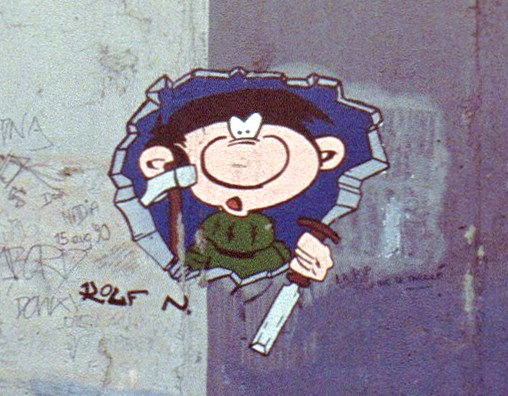
graffiti op de Berlijnse Muur
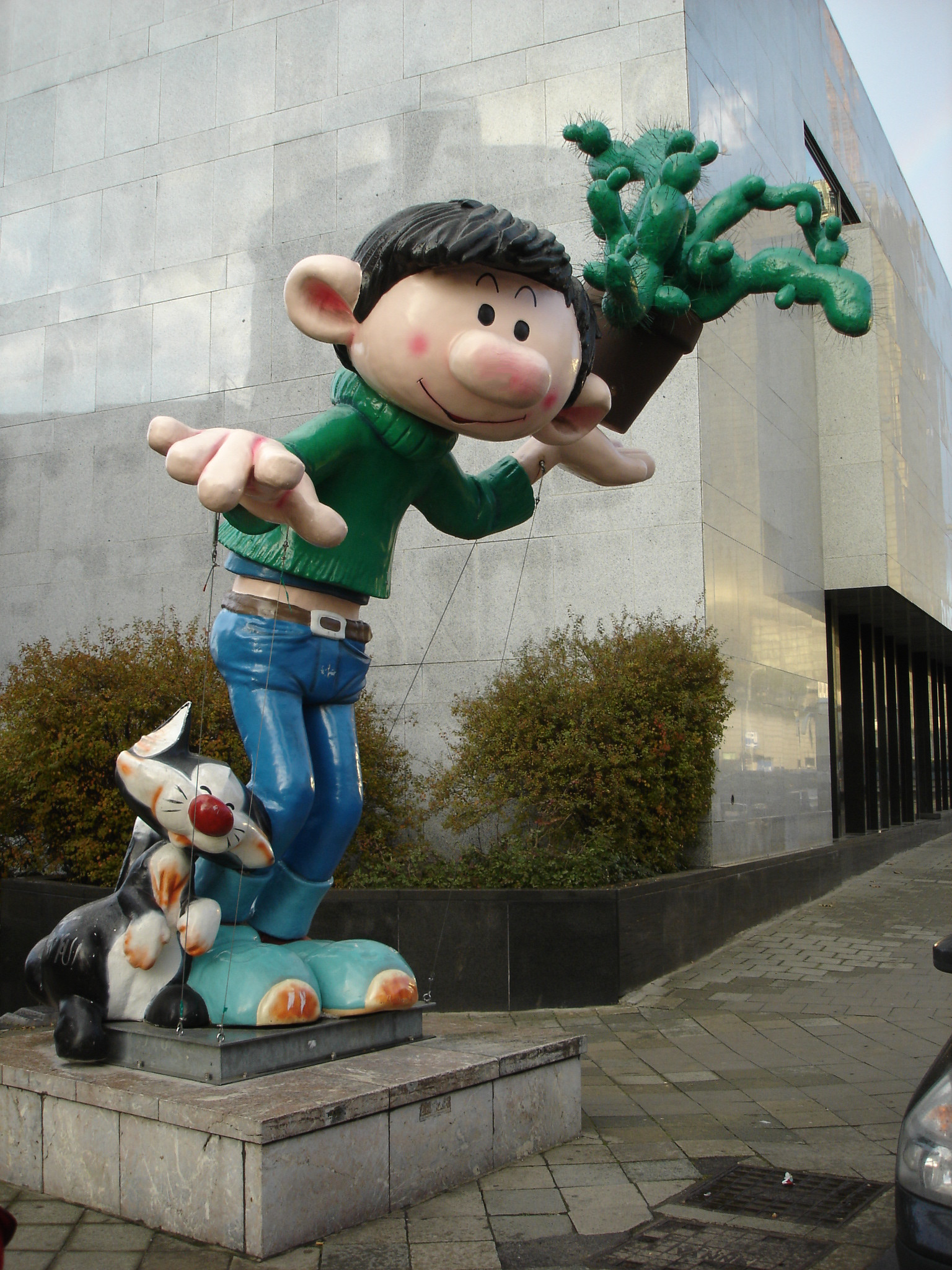
Voormalig standbeeld Guust in Zandstraat, Brussel
Stripmuur Guust en Pruimpit in Angoulême

## Reclame en propaganda
- Door de jaren heen heeft Guust reclame gemaakt voor Piedboeuf, een bier van de brouwerij Jupiler, met een volgens hem verfrissende drank. Deze reclames verschenen ook in enkele albums van Guust.
- Ook zijn er gags gemaakt over batterijen van Philips, waarvan de merknaam in de reguliere albums werd vervangen door het label Pruts. Dit zijn volgens de verhalen zeer sterke batterijen, die een eeuwigheid meegaan.
- Guust is begaan met wat er in de wereld gebeurt, zo spoort hij de lezers aan om lid te worden van Greenpeace en Amnesty International; in de eerste strip worden walvissen weggejaagd door het geluid van de Flaterfoon, in de laatste strip krijgt Guust een pak rammel en moet hij hulpeloos toezien hoe Juffrouw Jannie wordt verkracht, waarna hij via een strafkamp op het schavot belandt. "Moge je dood een voorbeeld zijn!" wordt hem toegeroepen op het moment dat het vonnis wordt geveld. Uiteindelijk blijkt het een nachtmerrie te zijn. Ook is er een verzamelalbum uitgebracht over milieubescherming, die heet "Het milieu volgens Flater".

## Herdenkingsmunten
In 1998 verscheen ter ere van de 40ste verjaardag - een jaar eerder - van de reeks een herdenkingsmunt bij de Koninklijke Munt van België. In 2017 bracht de Munt een munt van € 5 uit ter ere van de 60ste verjaardag. Het gaat om de laatste euromunten die door de Koninklijke Munt worden geslagen.

## Hergebruik door Ibáñez
De Spaanse stripauteur Francisco Ibáñez liet zich inspireren door Guust voor zijn reeksen Tom Tiger + Co en Paling en Ko. Tom Tiger lijkt een kale versie van Guust in het piccolokostuum van Robbedoes. Ibáñez nam geregeld grappen over die Franquin had gebruikt voor Guust of Robbedoes en Kwabbernoot. Omdat Spanje toen onder bewind stond van Francisco Franco kon Ibáñez zich het ongeautoriseerde hergebruik van Franquins werk permitteren.

## Vertalingen
De strip verscheen oorspronkelijk in het Frans (Gaston Lagaffe), maar is daarnaast in diverse talen verschenen:
- Catalaans: Sergi Grapes
- Deens: Vakse Viggo
- Duits: Gaston
- Engels: Gomer Goof
- Esperanto: Gastono Lafuŝ
- Fins: Niilo Pielinen
- IJslands: Viggó Viðutan
- Italiaans: Gaston
- Nederlands: Guust Flater
- Noors: Viggo
- Servisch-Kroatisch: Gasa
- Savoyaards: Gust Leniolu
- Spaans: Gaston el gafe
- Turks: Sjapsjal Gazi
- Zweeds: Gaston